# John Hicks
John Richard Hicks, född 8 april 1904 i Warwick, Warwickshire, England, död 20 maj 1989 i Blockley, Gloucestershire, var en brittisk nationalekonom som tillsammans med Kenneth Arrow belönades med Sveriges Riksbanks pris i ekonomisk vetenskap till Alfred Nobels minne 1972. Han räknas som en av 1900-talets mest inflytelserika nationalekonomer. 

## Biografi
Hicks studerade först vid University of Oxford och senare vid London School of Economics. När han fick ekonomipriset tillhörde han All Souls College i Oxford.
Hicks tilldelades Sveriges Riksbanks pris i ekonomisk vetenskap till Alfred Nobels minne 1972, särskilt för sina studier av allmän jämviktsteori, konsumentöverskottsbegreppet och välfärdsteorin.
Hicks adlades 1964. Han invaldes 1948 som utländsk ledamot nummer 847 av Kungliga Vetenskapsakademien.

## Insatser inom nationalekonomin
Hicks gjorde stora insatser inom många områden av nationalekonomin, men fyra av hans insatser har fått särskild uppmärksamhet.
Han visade att tekniska framsteg som minskar behovet av arbetskraft inte nödvändigtvis minskar löneandelen i ekonomin, vilket var vad Karl Marx hade trott.

Exempel på ett IS-LM-diagram. En förflyttning av IS-kurvan åt höger medför att både BNP (Y) och räntan (i) ökar.

Inom allmän jämviktsteori konstruerade Hicks 1937 IS-LM-diagrammet, som åskådliggör John Maynard Keynes slutsats att en ekonomi kan vara i jämvikt när full sysselsättning inte råder. Diagrammet har räntan (i) på den vertikala axeln och BNP (Y) på den horisontella axeln. Den negativt lutande IS-kurvan står för investering-sparande och den positivt lutande LM-kurvan för likviditetspreferens-penningtillgång (M för money supply). Skärningspunkten mellan dem visar var allmän jämvikt råder, eftersom både varumarknaden och penningmarknaden är i jämvikt. IS-LM-modellen kallas också Hicks-Hansen-modellen efter att amerikanen Alvin Hansen vidareutvecklat den.
I sin bok Value and Capital (1939) visade Hicks att det går att komma fram till många nationalekonomins resultat inom värdeteori utan att anta att värdet i sig är mätbart.
Inom välfärdsteori formulerade Hicks ett sätt att bedöma påvekan av politiska beslut. Han föreslog att man skulle jämföra förlusterna för dem som gynnades av beslutet med vinsterna för dem som missgynnades av beslutet. Om de som gynnades i princip skulle kunna kompensera de som missgynnades skulle beslutet vara effektivt, oavsett om en sådan kompensation faktiskt genomfördes eller ej.
För sina insatser inom nationalekonomin belönades Hicks med Sveriges Riksbanks pris i ekonomisk vetenskap till Alfred Nobels minne 1972, tillsammans med Kenneth Arrow. Prismotiveringen för Hicks och Arrow löd "för deras banbrytande insatser inom allmän ekonomisk jämviktsteori och välfärdsteori".